# Enterprise Application Management

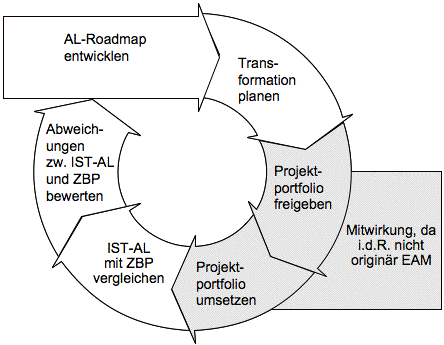
Idealisierter EAM Prozess

Enterprise Application Management (EAM) ist ein Managementprozess, der im engeren Sinne die Koordination zw. IT-Bereich und Geschäftsbereichen herbeiführt. Enterprise Application Management steuert und verwaltet den Prozess der Gestaltung der Anwendungslandschaft vom aktuellen IST zur Ziel-Anwendungslandschaft. Dazu werden Projekte ins Leben gerufen, die wiederum durch die eigentlichen Geschäftsbereiche verantwortet werden. 
In IT-intensiven Branchen, zum Beispiel Banken, Versicherungen und Logistik ist die Umsetzung der Geschäftsstrategie und der Geschäftsprozesse sehr eng mit der Anwendungslandschaft vernetzt. Für diese Unternehmen hat die Gestaltung, die Steuerung und der Ausbau der Anwendungslandschaft eine besondere Bedeutung für den Geschäftserfolg. Besonders einleuchtend ist dies bei Unternehmen, deren Geschäftsmodell hauptsächlich durch IT-Anwendungen ermöglicht wird, zum Beispiel Direktbanken. Deshalb wird zusätzlich zu den klassischen Managementprozessen ein aktiver Managementprozess zur Gestaltung, Steuerung und zum Ausbau der Anwendungslandschaft benötigt. Dieser Prozess wird als Enterprise Application Management bezeichnet.